# Breuil (Marne)
Breuil település Franciaországban, Marne megyében. Lakosainak száma 326 fő (2022. január 1.). Breuil Romain, Courlandon, Hourges, Magneux, Montigny-sur-Vesle, Unchair és Vandeuil községekkel határos.

## Népesség
A település népességének változása:
| Lakosok száma | 245  | 152  | 182  | 284  | 350  | 349  | 342  | 334  | 331  | 326  |
|               | 1968 | 1982 | 1990 | 2006 | 2013 | 2015 | 2017 | 2019 | 2020 | 2022 |